# هوغتون (كامبريدجشير)
هوغتون (بالإنجليزية: Houghton, Cambridgeshire)‏ هي قرية تقع في المملكة المتحدة في كامبريدجشير. يقدر عدد سكانها بـ 2,559 نسمة .